# Chrysler 300M
Chrysler 300M – samochód osobowy klasy wyższej produkowany pod amerykańską marką Chrysler w latach 1998 – 2004.

## Historia i opis modelu

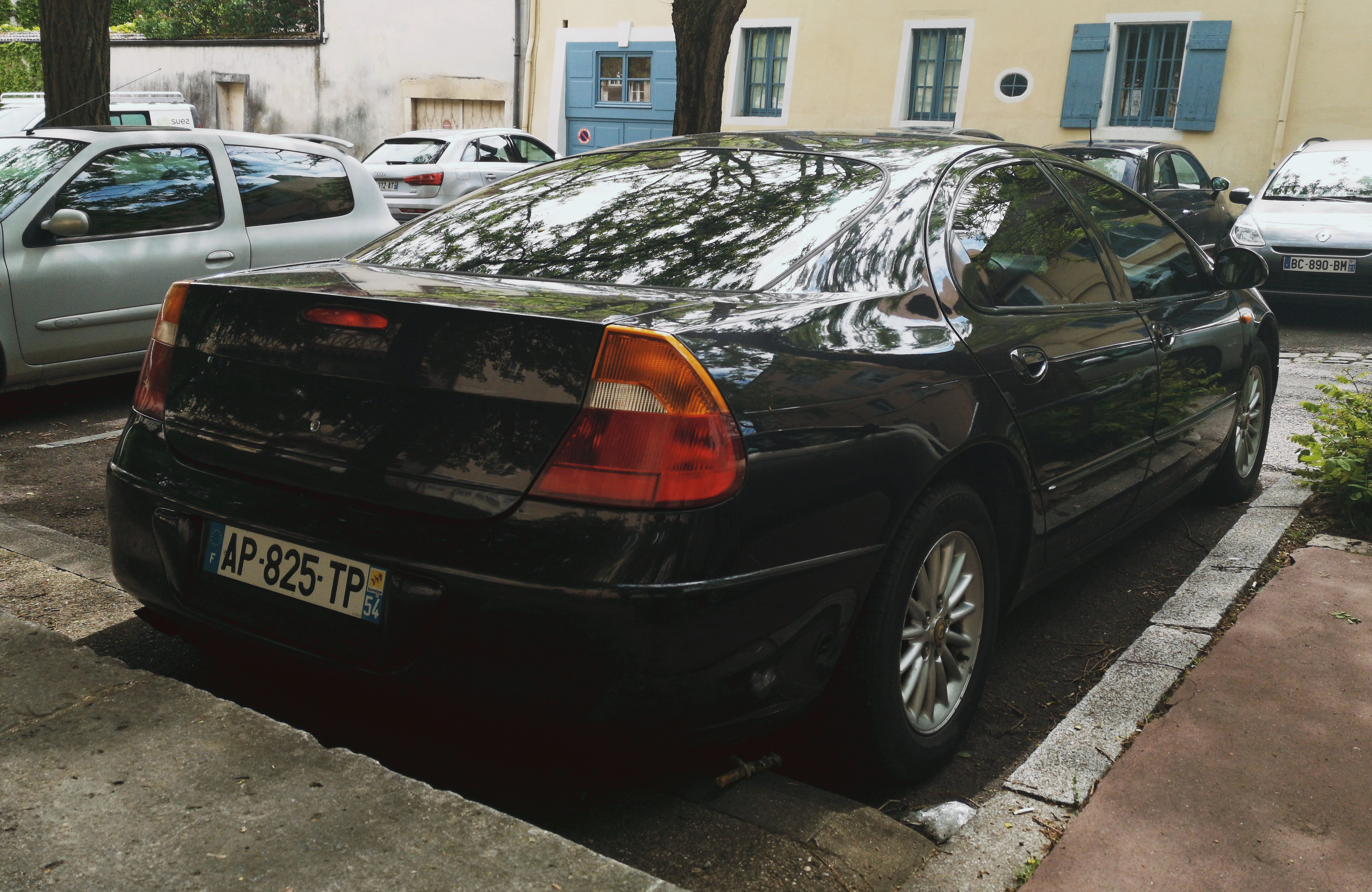
Chrysler 300M - tył

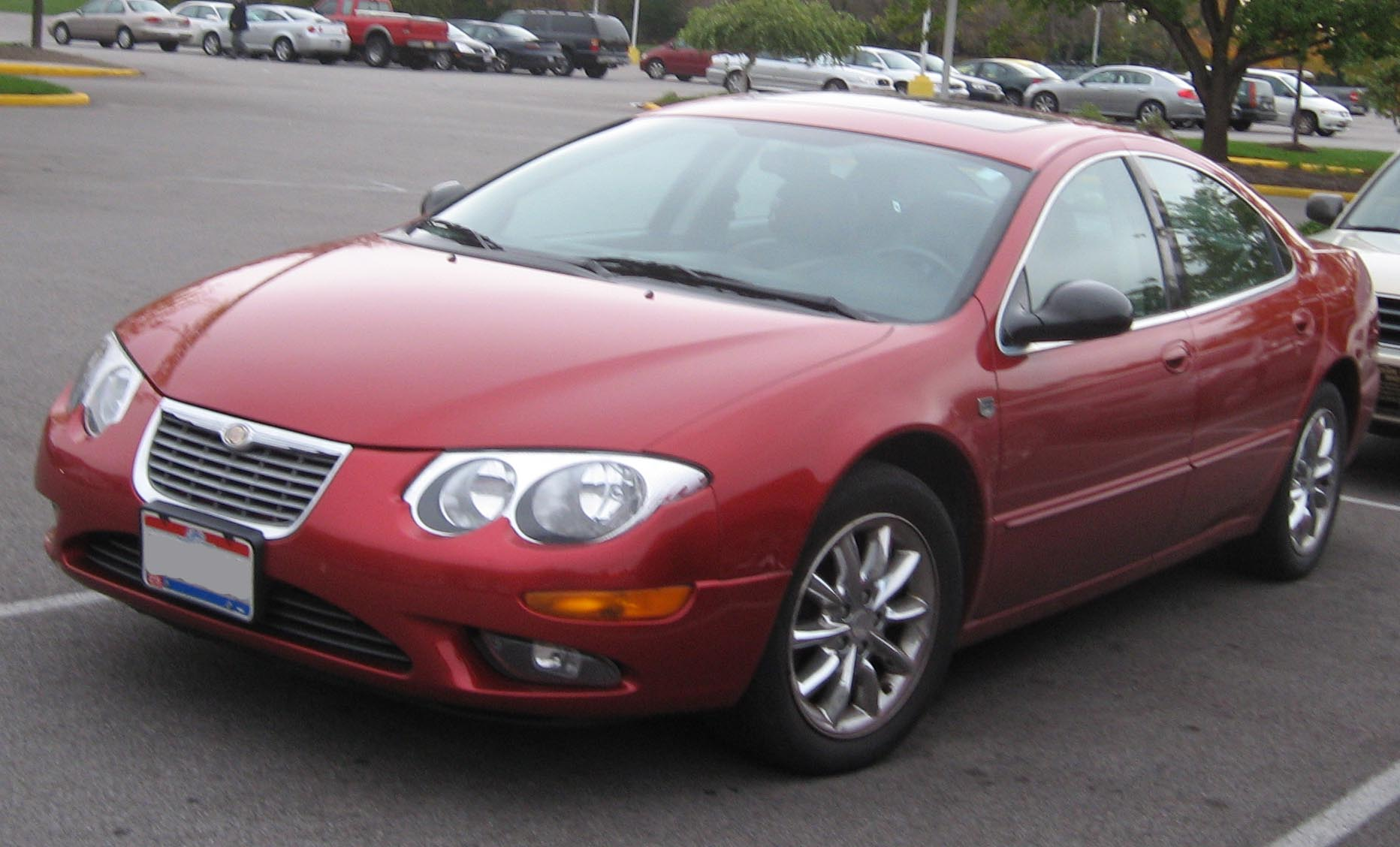
Chrysler 300M po liftingu

W 1998 roku Chrysler zaprezentował kolejną, trzecią po modelach Concorde i LHS, dużą limuzynę zbudowaną na platformie Chrysler LH platform. W przeciwieństwie do tamtych modeli, 300M był najmniejszym i najtańszym pojazdem, plasując się poniżej ich w ofercie. Samochód wyróżniał się innym wyglądem pasa przedniego oraz tylnego, dzieląc za to z Concorde i LHS taki sam kształt drzwi i wygląd kokpitu.
Chrysler 300 M dostępny był tylko jako 4-drzwiowy sedan. Do napędu użyto silnika V6 o pojemności 2,7 i 3,5 litra. Moc przenoszona była na oś przednią poprzez 4-biegową automatyczną skrzynię biegów.

### Lifting
W 2002 roku Chrysler zaprezentował 300M po drobnej modernizacji. Samochód zyskał inne wypełnienie reflektorów z chromowanymi ozdobnikami, a także zmodyfikowaną atrapę chłodnicy z wyżej umiejscowionym znaczkiem.
Produkcja Chryslera 300M zakończyła się w 2004 roku, kiedy to razem z modelami Concorde i LHS zastąpił go jeden, nowy model – 300.

### Silniki
- V6 2,7 l, 4 zawory na cylinder, DOHC
- V6 3,5 l (3518 cm³), 4 zawory na cylinder, SOHC

### Dane techniczne
- Układ zasilania: wtrysk SMPFi
- Średnica × skok tłoka: 96,00 mm × 81,00 mm
- Stopień sprężania: 9,9:1
- Moc maksymalna: odpowiednio 202 i 253,5 KM przy 6400 obr./min
- Maksymalny moment obrotowy: 339 N•m przy 3900 obr./min
- Maksymalna prędkość obrotowa silnika: 6800 obr./min